# ARASHI BLAST in Miyagi
『ARASHI BLAST in Miyagi』（アラシ ブラスト イン ミヤギ）は、日本の男性アイドルグループ・嵐のライブ・ビデオ。2016年1月1日にJ Stormから発売された。

## 概要
2015年9月19日から23日までひとめぼれスタジアム宮城で行われた東日本大震災復興支援コンサート『ARASHI BLAST in Miyagi』（嵐ランド）から、最終公演（一部3日目）となる9月23日公演（一部22日公演）を収録。
DVD/Blu-rayにそれぞれ初回プレス仕様・通常仕様が存在し、計4種類で発売。Blu-ray Disc版にはSBMV Super Bit Mapping (ソニー株式会社が開発した階調補完技術)が今作に採用されている。
本作収録の「CARNIVAL NIGHT part2（お祭りver.）」は後に5thベストアルバム「5×20 All the BEST!! 1999-2019」初回限定盤2特典DVD「ARASHI LIVE CLIPS」にも収録された。

## チャート成績
2016年1月11日付の週間オリコンチャートで DVDが初動22.5万枚、BDが初動23.1万枚を売り上げ、それぞれ1位を獲得した。今作で音楽BDの総売上枚数が1000万枚を突破し、アーティストとしては初の達成となった。
2016年6月23日発表の「オリコン2016年上半期ランキング」ミュージックBD部門で、BDが累積26.4万枚を売上げて上半期1位を獲得した。音楽BDの3年連続首位は史上初。

## 収録曲
※Blu-rayではDisc 1にまとめて収録。

### Disc 1
1. Overture
2. ワイルド アット ハート
3. PIKA☆NCHI
4. Happiness
5. Troublemaker
6. Løve Rainbow
7. 青空の下、キミのとなり
8. 「じゃなくて」- 相葉雅紀
9. 20825日目の曲 - 二宮和也
10. Oh Yeah!
11. 言葉より大切なもの
12. Zero-G
13. 感謝カンゲキ雨嵐
14. Love so sweet
15. きっと大丈夫
16. Bittersweet
17. ハダシの未来（お祭りver.）
18. CARNIVAL NIGHT part2（お祭りver.）
19. GUTS !
20. ファイトソング

### Disc 2
1. Come back to me - 松本潤
2. Hip Pop Boogie Chapter II - 櫻井翔
3. two - 大野智
4. Endless Game
5. Sakura
6. PIKA★★NCHI DOUBLE
7. 迷宮ラブソング
8. サクラ咲ケ
9. A・RA・SHI
10. 果てない空
11. 愛を叫べ
12. エナジーソング〜絶好調超!!!!〜
13. ユメニカケル

## イベント
2015年9月19日から23日までひとめぼれスタジアム宮城で行われた東日本大震災復興支援コンサートである。9月19、20、22、23日の4公演で計20万人以上を動員した。嵐が2014年にハワイで行った『ARASHI BLAST』の第2弾である。
震災から5年目の2015年1月、「被災者に笑顔と元気を与えてほしい」と宮城県の村井嘉浩知事が嵐側に打診して開催が決まり、入場料やグッズ等の売上と波及効果合わせて約93億円の経済効果が試算された。コンサートは運営会社との共催で開催され、会場の外では特産品やグッズを販売。「復興応援市場」では県内外から飲食店や物産展が約100店舗出店し、また相葉雅紀監修で地元企業とコラボレーションしたグッズ「坊ちゃん石鹸」の販売や大野智と子供たちの絵画展も開催された。
県の働きかけで、JR東日本は1日26本の東北本線臨時列車 や延べ2500台のシャトルバスを運行。一方で、宿泊施設への予約殺到 や交通手段の不足が問題となる面もあった。
9月23日の公演は、同日放送のテレビ朝日系『ミュージックステーションウルトラFES』にて一部中継された。また宮城県内の高校生とともに「感謝カンゲキ雨嵐」を合唱した模様と舞台裏が、後日日本テレビで放送された。